# Жувеналь Габ'ярімана
Жувена́ль Габ'яріма́на (фр. Juvénal Habyarimana; 8 березня 1937 — 6 квітня 1994) — руандійський політик, генерал.
Належав до етносоціальної групи хуту. Навчався в університеті м. Леопольдвіль (сучасна Кіншаса). Закінчив офіцерську школу в Кігалі. У незалежній Руанді з 1963 р. обіймав низку вищих посад. З 1967 р. — підполковник, з 1970 — полковник, з 1973 — генерал-майор.
1973 року захопив владу шляхом військового перевороту; з 1978 р. — президент.
У 1978—1991 рр. — глава уряду і міністр оборони, 1975 — голова панівної, до 1991 єдиної легальної партії. 1994 — прем'єр коаліційного тимчасового уряду.
Загинув на початку геноциду в Руанді, коли його літак збили невідомі.